# Stella Maeve
Stella Maeve Johnston (Nyack, 14 novembre 1989) è un'attrice statunitense.

## Carriera
Ha esordito al cinema nel 2005, recitando nella commedia drammatica Transamerica, ottenendo poi parti secondarie anche in film come Harold e Brooklyn's Finest. Nel 2010 è nel cast principale del film The Runaways, figurando negli anni seguenti come co-protagonista anche in altre produzioni indipendenti come All Together Now, Starlet e Dark Summer. Con Starlet nel 2013 ha vinto il premio Robert Altman agli Independent Spirit Awards, condiviso con il regista, il direttore del casting e il resto del cast corale.
Per quanto riguarda la carriera televisiva dal 2005 è apparsa anche in vari episodi di serie televisive, tra cui Gossip Girl, Dr. House - Medical Division, Grey's Anatomy, Bones e Rizzoli & Isles. Tra il 2013 e il 2015 è stata nel cast principale di Golden Boy e in quello ricorrente di Chicago P.D.; in precedenza era stata scelta anche per alcuni episodi pilota di serie televisive in cantiere poi non realizzate, tra cui See Kate Run per la ABC nel 2009, Lovelives per la NBC nel 2012 e Company Town per la The CW nel 2013. Nel 2015 è stata ingaggiata come protagonista per la serie di Syfy The Magicians.

## Filmografia

### Cinema
- Liminality – corto, regia di Jess Manafort (2005)
- Transamerica, regia di Duncan Tucker (2005)
- Euthanasia – corto, regia di Adrian Grenier (2005)
- Remember the Daze, regia di Jess Manafort (2007)
- Harold, regia di T. Sean Shannon (2008)
- Brooklyn's Finest, regia di Antoine Fuqua (2009)
- Asylum Seekers, regia di Rania Ajami (2009)
- The Runaways, regia di Floria Sigismondi (2010)
- Cloned: The Recreator Chronicles, regia di Gregory Orr (2012)
- Starlet, regia di Sean Baker (2013)
- All Together Now, regia di Alexander Mirecki (2013)
- Buttwhistle, regia di Tenney Fairchild (2014)
- The Park Bench, regia di Ann LeSchander (2014)
- Dark Summer, regia di Paul Solet (2015)
- Flipped, regia di Harris Demel (2015)
- L'autostrada (Take The 10), regia di Chester Tam (2017)

### Televisione
- Law & Order: Criminal Intent – serie TV, 2 episodi (2005)
- Law & Order - I due volti della giustizia (Law & Order) – serie TV, 1 episodio (2005)
- The Bronx Is Burning – serie TV, 1 episodio (2007)
- Gossip Girl – serie TV, 2 episodi (2008-2009)
- CSI - Scena del crimine (CSI: Crime Scene Investigation) – serie TV, 1 episodio (2009)
- Accused at 17 – film TV, regia di Doug Campbell (2009)
- My Super Psycho Sweet 16: Part 2 – film TV, regia di Jacob Gentry (2010)
- Bones – serie TV, 1 episodio (2010)
- Dr. House - Medical Division (House, M.D.) – serie TV, 2 episodi (2010-2011)
- Funny or Die Presents – programma TV, 1 puntata (2011)
- Grey's Anatomy – serie TV, episodio 8x10 (2011)
- Golden Boy – serie TV, 13 episodi (2013)
- Rizzoli & Isles – serie TV, episodio 4x14 (2014)
- Law & Order - Unità vittime speciali (Law & Order: Special Victims Unit) – serie TV, 2 episodi (2006-2015)
- Chicago P.D. – serie TV, 20 episodi (2014-2015)
- The Magicians – serie TV (2015-2020)
- God Friended Me – serie TV (2019)
- Mayans M.C. – serie TV (2022-2023)

## Doppiatrici italiane
Nelle versioni in italiano delle opere in cui ha recitato, Stella Maeve è stata doppiata da:
- Loretta Di Pisa in The Magicians, God Friended Me
- Anna Chiara Repetto in Dr. House - Medical Division
- Veronica Puccio in Golden Boy